# Referendum w Szwajcarii w 2016 roku (luty)
Cztery referenda w Szwajcarii, które odbyły się 28 lutego 2016 roku dotyczyło ustawy o deportacji zagranicznych przestępców, budowy tunelu w przełęczy Świętego Gotarda, zmniejszenia obciążeń podatkowych dla małżeństw i wykluczenia niektórych produktów spośród towarów giełdowych.

## Proponowane ustawy
Wyborcy mogli zagłosować w następujących sprawach:
1. Inicjatywa ludowa wsparcia dla małżeństwa i rodziny, przeciwko karaniu małżeństw wyższymi podatkami i ubezpieczeniami socjalnymi. Została zaproponowana przez chrześcijańskich demokratów. Zaproponowana ustawa zniosłaby dyskryminację małżeństw, które w niektórych przypadkach płacą wyższe podatki. Dodatkowo wprowadzałaby definicję małżeństwa jako związek między kobietą a mężczyzną. Ustawa była krytykowała przez większość parlamentarzystów głównie dlatego, że uniemożliwiałoby to wprowadzenie w Szwajcarii małżeństw osób tej samej płci[4].
2. Inicjatywa ludowa wydalania ze Szwajcarii cudzoziemców kryminalistów zaproponowana przez Szwajcarską Partię Ludową. Osoby z zagranicznym obywatelstwem, którzy popełnili jakieś przestępstwo byliby deportowani w trybie natychmiastowym bez względu na powagę przestępstwa. Według inicjatorów udoskonaliłaby prawo przyjęte w 2010 roku o deportacji zagranicznych przestępców. Przeciwnicy ustawy krytykowali ją jako zbyt radykalną między innymi dlatego, że oznaczałaby także deportację dzieci uchodźców, często urodzonych i wychowanych w Szwajcarii[5].
3. Inicjatywa ludowa nie dla spekulacji żywnością w Szwajcarii poprzez nadzór nad operacjami finansowymi dotyczącymi sektora żywnościowego. Została zaproponowana przez Młodych Socjalistów. Zakładała wykluczenie niektórych produktów spośród towarów giełdowych. Projekt był krytykowany przez opozycję jako nierealistyczny i szkodzący szwajcarskiej ekonomii[6].
4. Poprawka inicjatywy ludowej dotyczącej remontu tunelu drogowego Gottharda poprzez budowę drugiej drogi, co umożliwiłoby zachowanie płynnego ruchu w trakcie remontu tunelu oraz zapewnienie ruchu jednokierunkowego. Krytycy ustawy zwracali uwagę na wysokie koszty budowy drugiej drogi oraz potencjalnie kłopotliwą organizację ruchu drogowego[7].

## Wyniki
| Inicjatywa                                         | Wynik | Za        | Za   | Przeciw   | Przeciw | Frekwencja (w %) |
| Inicjatywa                                         | Wynik | Głosy     | %    | Głosy     | %       | Frekwencja (w %) |
| -------------------------------------------------- | ----- | --------- | ---- | --------- | ------- | ---------------- |
| wsparcia dla małżeństwa i rodziny                  | N     | 1 609 238 | 49,2 | 1 664 217 | 50,8    | 61,8             |
| wydalania ze Szwajcarii cudzoziemców kryminalistów | N     | 1 375 058 | 41,1 | 1 966 976 | 58,9    | 63,1             |
| nie dla spekulacji żywnością                       | N     | 1 288 504 | 40,1 | 1 924 609 | 59,9    | 60,5             |
| remontu tunelu drogowego Gottharda                 | T     | 1 883 741 | 57,0 | 1 420 481 | 43,0    | 62,3             |
| Źródło: Strona rządowa Szwajcarii                  |       |           |      |           |         |                  |